# TVP Stream
TVP Stream – polska platforma telewizji internetowej należąca do Telewizji Polskiej, uruchomiona 25 lutego 2013 r.
Po raz pierwszy platforma została zaprezentowana 8 stycznia 2013 r. w Sejmie RP. Wcześniej TVP oferowała dostęp do niektórych swoich programów na żywo od 15 stycznia 2007 roku w ramach istniejącego w latach 2005–2008 serwisu internetowego itvp.pl.
W 2013 r. TVP Stream zdobył Złoty Medal poznańskich targów Media Expo 2013 za aplikację umożliwiającą oglądanie kanałów TVP na żywo na urządzeniach mobilnych i w Internecie.
W 2017 r. portal został włączony do serwisu TVP VOD.
Na platformie można obejrzeć 16 kanałów regionalnych TVP3, kanały TVP Info, TVP Wilno, TVP Polonia oraz internatowe kanały TVP Parlament, TVP Historia 2 i TVP Kultura 2. Na platformie transmisje są również wydarzenia sportowe (np. Igrzyska olimpijskie, Tour de Pologne, skoki narciarskie, mecze polskiej reprezentacji), kulturalnych (tj. KFPP Opole, Eurowizja i Eurowizja Junior) oraz wydarzenia okolicznościowe.
Na platformie publikowane były również kanały tematyczne telewizji hybrydowej, tj. TVP Żagle, TVP Bieszczady, TVP Zdrowo i ze smakiem, TVP – 25 lat wolności czy TVP Regionalna – śladami Jana Pawła II.
W 2020 r. na platformie można było oglądać pasmo edukacyjne Szkoła z TVP, w 2021 zaś Ferie z TVP. 18 listopada 2021 na TVP Stream rozpoczął nadawanie kanał TVP World.
26 października 2021 Telewizja Polska ogłosiła, że w 2022 roku zamierza odświeżyć aplikację TVP Stream w telewizji hybrydowej HbbTV oraz pojawi się w niej usługa catch-up TV i rozbudowany serwis pogodowy, a zmiany związane są m.in. ze zmianami standardu nadawania naziemnej telewizji cyfrowej z DVB-T na DVB-T2/HEVC. 10 listopada 2021 TVP Stream pojawiło się jako kanał telewizyjny w naziemnej telewizji cyfrowej na multipleksie testowym MUX 5. Na urządzeniach obsługujących platformę HbbTV uruchamia się Platforma Hybrydowa TVP, natomiast na urządzeniach nieposiadających obsługi tej platformy nadawana jest plansza informująca o serwisie HbbTV nadawcy publicznego. 1 lutego 2022 kanał TVP Stream w naziemnej telewizji cyfrowej zastąpiło TVP GO. 14 lutego 2022 Telewizja Polska udostępniła aplikację TVP GO na urządzenia mobilne z systemami operacyjnymi iOS i Android, w której dostępna jest transmisja na żywo wszystkich stacji telewizyjnych należących do TVP z wyjątkiem TVP HD i TVP Seriale oraz TVP Wilno.
1 czerwca 2023 roku w serwisie TVP VOD został udostępniony sygnał telewizyjny 35 stacji telewizyjnych należących do TVP tj. TVP1, TVP2, TVP Info, TVP Kobieta, TVP Kultura, TVP Sport, TVP Historia, TVP ABC, TVP Dokument, TVP Nauka, TVP Polonia, TVP Rozrywka, TVP Historia 2, Alfa TVP, TVP ABC 2, TVP Kultura 2, Belsat TV, TVP World i 16 oddziałów terenowych TVP3 oraz należący do ukraińskiego nadawcy publicznego kanał UA1, a później 12 grudnia tego samego roku udostępniono kanały TVP Seriale i TVP HD dla subskrybentów TVP VOD+.
We wrześniu 2023 roku ogłoszono plan wyłączenia TVP Stream na rzecz TVP VOD. Po tym czasie m.in. wyłączono bezpośredni sygnał kanałów na żywo na TVP Stream i w jego miejsce utworzono przekierowanie do odnośników sygnału na żywo tych samych stacji telewizyjnych na TVP VOD.

## Historia logo TVP Stream
| Lata                           | Opis logo | Ilustracja |
| ------------------------------ | --- | ---------- |
| 25 lutego 2013 – wrzesień 2013 | Na szarym tle duży, biały napis "Stream", pod nim po prawej stronie logo TVP Info.                                                            |            |
| od września 2013               | Na szarym tle duży, biały napis "Stream", pod nim po prawej stronie małe logo TVP. Od 2017 roku na stronie portalu logo ma przezroczyste tło. |            |